# Sebastiano Perissi
Sebastiano Perissi (Boccheggiano, 1631 – Grosseto, novembre 1701) è stato un vescovo cattolico italiano.

## Biografia
Nato a Boccheggiano da famiglia di umili origini, si trasferì a Siena in giovane età, dove prese i voti ed entrò tra i chierici della collegiata di Santa Maria in Provenzano. Molto dedito allo studio, entrò nelle grazie di Flaminio Taja, che lo fece studiare presso la propria libreria personale, e che lo volle come suo uditore una volta ricevuta la porpora cardinalizia.
Divenne poi vicario generale dell'arcidiocesi di Napoli per il cardinale Antonio Pignatelli, il quale, una volta divenuto papa con il nome di Innocenzo XII, lo assegnò come vescovo alla diocesi di Nocera dei Pagani nel 1692. Fu consacrato il 20 gennaio 1692 dal cardinale Bandino Panciatichi e dai vescovi Giuseppe de Lazzara e Giuseppe Felice Barlacci. Nel 1699 fu uno degli artefici della cacciata dalla curia vescovile e dalla città di Nocera del corpo militare dei musici nocerini: il vescovo, con un editto infatti bandì quel corpo militare dalla curia, dove appunto risiedeva, favorendo una sommossa popolare che allontanò tale corpo dalla città; l'episodio è localmente ricordato come la "cacciata degli sbandieratori".
Il 28 maggio 1700 è nominato vescovo di Grosseto, diocesi che reggerà per sedici mesi fino alla morte, sopraggiunta nel mese di novembre del 1701.

## Genealogia episcopale
La genealogia episcopale è:
- Cardinale Scipione Rebiba
- Cardinale Giulio Antonio Santori
- Cardinale Girolamo Bernerio, O.P.
- Arcivescovo Galeazzo Sanvitale
- Cardinale Ludovico Ludovisi
- Cardinale Luigi Caetani
- Cardinale Ulderico Carpegna
- Cardinale Paluzzo Paluzzi Altieri degli Albertoni
- Cardinale Gaspare Carpegna
- Cardinale Bandino Panciatichi
- Vescovo Sebastiano Perissi